# Euphorbia rowlandii
Euphorbia rowlandii är en törelväxtart som beskrevs av Robert Allen Dyer. Euphorbia rowlandii ingår i släktet törlar, och familjen törelväxter. Inga underarter finns listade i Catalogue of Life.

## Bildgalleri

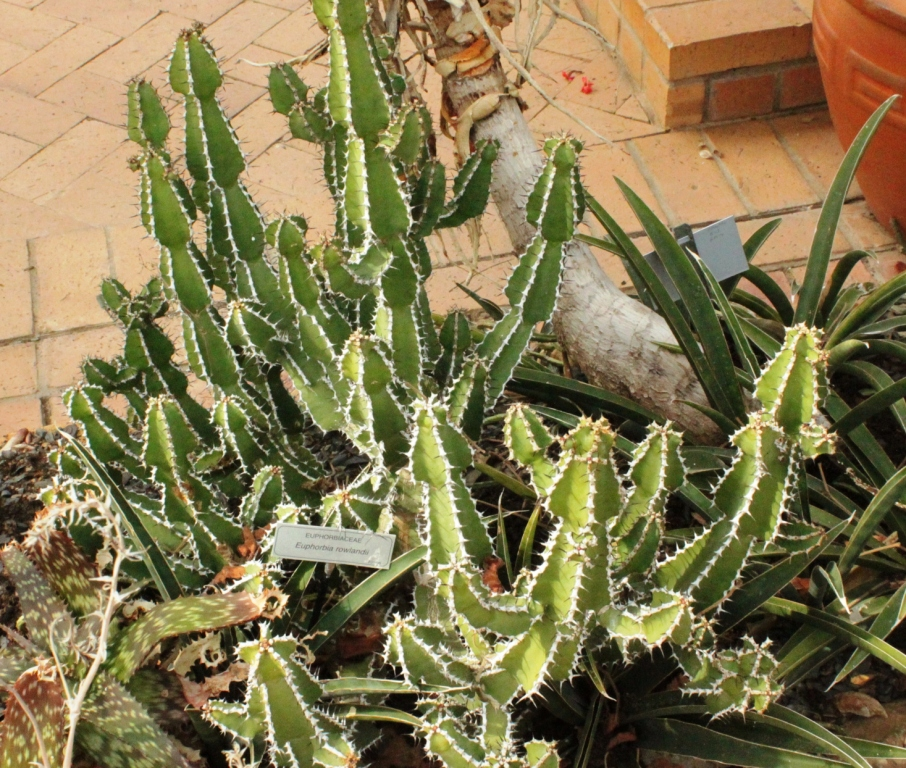